# Colt M1861 Navy

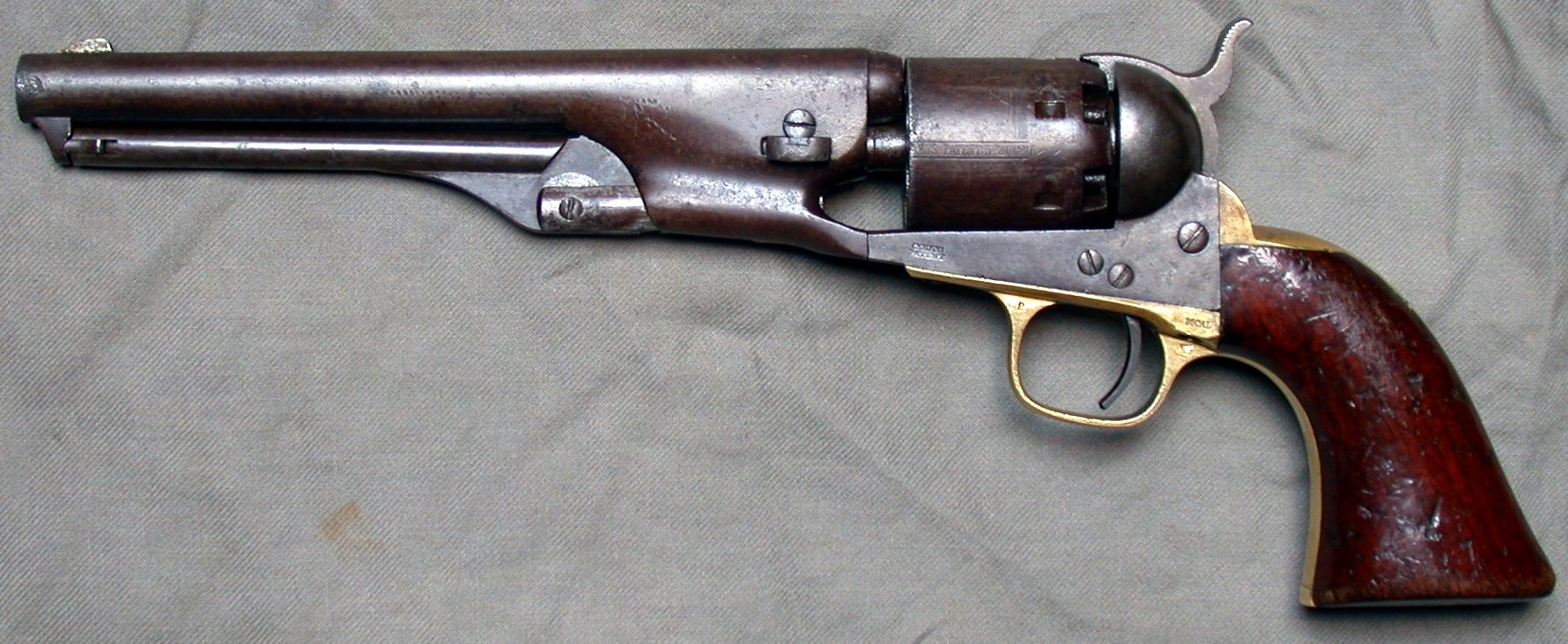
Um Colt 1861 Navy cal .36

O Colt Model 1861 Navy é um revólver a percussão no calibre .36, capacidade de seis disparos, de ação simples produzido pela Colt's Manufacturing Company entre 1861 e 1873.

## Características
O Colt Model 1861 Navy incorporava um sistema de carregamento por alavanca (ou catraca), que tinha um som característico ao ser acionado. Utilizava o calibre .44, o mesmo do Colt Army Model 1860, mas com o cano cerca de meia polegada menor, com 7,5 polegadas. A produção total desse modelo chegou a 38.000 revólveres.